# Friedrich Wachtsmuth
Friedrich Wachtsmuth (* 7. Juli 1883 in Mitau, Kurland; † 21. Januar 1975 in Erbach) war ein deutscher Kunsthistoriker mit dem Schwerpunkt Vorderasien. Er galt an der Universität Marburg als überzeugter Nationalsozialist.

## Leben
Wachtsmuth war der Sohn des gleichnamigen bekannten Germanisten, der am Gymnasium Mitau wirkte. Er studierte Architektur am Polytechnikum Riga sowie in Dresden und Karlsruhe bis zum Dipl.-Ing. Er wurde in Riga Mitglied der baltischen Studentenverbindung Fraternitas Baltica. Nach seinem Studium arbeitete er als Architekt von 1908 bis 1910. Dann promovierte er 1916 in Berlin über irakische Backsteinbauten. Die Grundlage dafür war sein Ausgrabungsaufenthalt in Babylon von 1912 bis 1915. 1922 folgte eine Promotion in Kunstgeschichte in Marburg bei Richard Hamann. Er habilitierte sich 1923 an der TH Darmstadt für Baugeschichte des Orients. 1929 wurde er ao. Professor in Marburg. 1928/29 und erneut 1931/32 nahm er an Ausgrabungen in Ktesiphon teil. Wachtsmuth trat 1933 der NSDAP und SA bei und unterzeichnete im November 1933 das Bekenntnis der Professoren an den deutschen Universitäten und Hochschulen zu Adolf Hitler. 1934 erhielt er an der Universität Marburg eine ordentliche Professur für Vorderasiatische Kunst mit besonderer Berücksichtigung der arischen Kunstzweige und Bauforschung. 1936 wurde er Dekan der Philosophischen Fakultät und ging gegen missliebige Gelehrte vor. Dazu nutzte er seine Stellung als Gutachter des NS-Dozentenbunds aus. 1938 wurde er vom Rektor Leopold Zimmerl wegen Eigenmächtigkeit als Dekan amtsenthoben. 1943 wechselte er zur Universität Frankfurt am Main, wo er 1945 aus der Universität entlassen wurde. 1955 wurde er noch emeritiert.
Er publizierte weiter für die Deutsche Morgenländische Gesellschaft und in der Zeitschrift Ziegelindustrie über Backsteinbauten.

## Schriften
- Der Ursprung des Querschiffes. In: Zeitschrift für Bauwesen. Nr. 3, 1930, S. 53–58 (zlb.de).
- Die Widerspiegelung völkischer Eigentümlichkeiten in der altmorgenländischen Baugestaltung, Leipzig 1938.
- Der Backsteinbau der Neuzeit: die abendländische Backsteinbaukunst vom 15. Jahrhundert bis in die Gegenwart. Elwert, Marburg 1942.